# Mémorial Leclerc
Mémorial Leclerc (česky Leclercův památník), oficiálně Mémorial du Maréchal Leclerc de Hauteclocque et de la Libération de Paris (Památník maršála Leclerca de Hauteclocque a osvobození Paříže) je památník v Paříži, který je věnován francouzskému odboji za druhé světové války a osvobození Paříže v roce 1944. Nachází se v Jardin Atlantique nad nádražím Montparnasse v 15. obvodu. Památník nese jméno maršála Philippa de Hauteclocqua (1902–1947) známého též pod jménem Leclerc, který se svou 2. francouzskou obrněnou divizí zvítězil v bitvě o Paříž. Památník otevřel tehdejší pařížský starosta Jacques Chirac 24. srpna 1994 u příležitosti 50. výročí osvobození Paříže a spolu s ním bylo o několik dní později otevřeno i sousední Muzeum Jeana Moulina.
Umístění památníku je symbolicky významné, neboť právě na tomto nádraží maršál Hauteclocque zřídil své velitelství.